# Gaspar Rubio Meliá
Gaspar Rubio Meliá, (Serra, Camp de Túria, 14 de desembre de 1907 - Ciutat de Mèxic, 3 de gener de 1983) va ser un futbolista valencià que destacà als anys 20 i 30. Va ser internacional amb la selecció catalana i amb la selecció espanyola.

## Biografia
Malgrat néixer a Serra, els seus pares el van dur amb pocs mesos a la província de Barcelona, on varen emigrar per a treballar a la indústria del cava. Va debutar com a professional a un equip de Sant Sadurní d'Anoia, amb divuit anys, marxant a l'any següent al Llevant FC. El 1928 va fitxar pel Reial Madrid CF, on va jugar fins al 1930, quan va marxar a Cuba i Mèxic, jugant al Juventud Asturiana cubà i el RC España mexicà. A la temporada 1931-32 va tornar a Madrid per jugar al club blanc, malgrat que a la temporada següent fitxaria per l'Atlètic de Madrid. El 1934 arribaria al València CF, jugant-hi fins a l'esclat de la Guerra Civil espanyola. En finalitzar aquesta va jugar al Recreativo Granada, tornant al Real Madrid la 1940-41.
Es va retirar el 30 de juny de 1942, jugant amb el Reial Múrcia a segona divisió, i va passar a entrenar al Balompédica Linense. Després d'entrenar diferents clubs espanyols, va marxar a Mèxic, on entrenà l'Atlante i el Deportivo Toluca.
Va morir el 3 de gener de 1983 al Sanatorio Español de la Ciudad de México, on estava ingressat per una pneumònia.

## Internacional
Va debutar amb la selecció espanyola el 17 de març de 1929, a Sevilla davant la selecció portuguesa. Gaspar Rubio marcà tres gols als primers vint minuts de partit, que acabà amb un resultat de 5-0. Un mes després va tornar a golejar amb la selecció, marcant quatre gols a Saragossa contra la selecció francesa, amb un resultat final de 8-1. El seu tercer partit va tenir lloc el 15 de maig del mateix any, a l'estadi Metropolitano de Madrid contra Anglaterra, marcant dos gols a la victòria per 4-3 contra el conjunt britànic. Aquesta va significar la primera derrota de la selecció anglesa fora de les Illes britàniques. Gaspar Rubio va jugar el seu darrer partit amb la selecció espanyola a l'estadi de Montjuïc el dia de Cap d'Any de 1930, guanyant per 1-0 a Txecoslovàquia. L'autor del gol va ser Josep Sastre. Després de la marxa de Gaspar Rubio a Cuba, no va tornar a ser convocat amb la selecció espanyola.

## Palmarès

### Llevant UE
- 1 Campionat de València: 1927-28

### Reial Madrid CF
- 3 Campionats Regionals Centre: 1928-29, 1929-30, i 1930-31
- 1 Campionat Mancomunat Centre-Aragó: 1931-32